# Reaction Motors

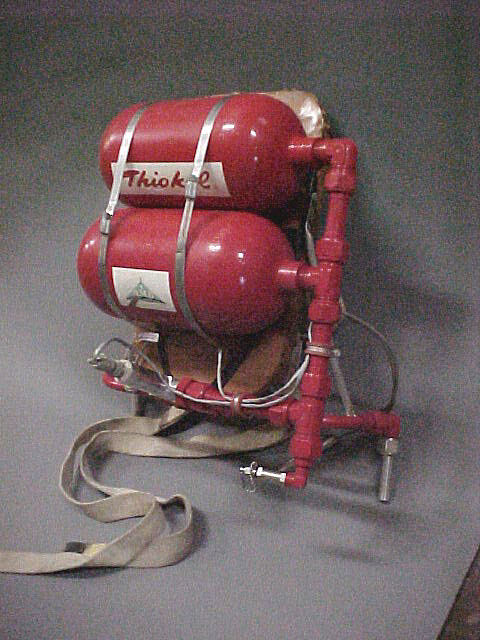
O Rocket Belt, projeto da Reaction Motors iniciado em 1958 já como RMD

A Reaction Motors, Inc. (RMI), foi a primeira empresa aeroespacial dos Estados Unidos voltada à fabricação de motores de foguetes movidos a combustível líquido, fundada em 1941 e localizada em Nova Jersey.

## Histórico[1]
As origens da Reaction Motors remontam às atividades da American Rocket Society (ARS), que aquela altura já trabalhava por cerca de uma década com vários níveis de sucessos técnicos. Com o Mundo prestes a entrar na Segunda Guerra, os quatro membros do comitê de experimentos da ARS: Lawrence, Wyld, Pierce e Shesta, decidiram colocar a pesquisa de foguetes em bases comerciais.
Em Novembro de 1941, esses membros do comitê de experimentos, liderados por Lovell Lawrence Jr., conseguiram uma apresentação de um motor de foguete para o U.S. Navy Bureau of Aeronautics. Nessa apresentação, o motor foi acionado várias vezes, produzindo 0,4 kN durante 40 segundos a cada vez, o que deixou os representantes da Marinha bastante entusiasmados. Menos de uma semana depois, esse pioneiros obtiveram o seu primeiro contrato de $ 5.000 com a Marinha dos Estados Unidos para o desenvolvimento de motores de foguete.
Com esse contrato já na carteira, a Reaction Motors, Inc. (RMI) foi criada formalmente em 16 de Dezembro de 1941, tendo Lovell Lawrence, Jr., como gerente de negócios e Presidente; John Shesta como tesoureiro e engenheiro chefe; Hugh Franklin Pierce como vice presidente e engenheiro chefe de testes; e James Hart Wyld como secretário e diretor de pesquisas.
Nos seus primeiros nove meses de vida, a RMI, projetou e produziu dez diferentes modelos de motores de foguetes com potencia variando entre 0,06 e e 0,4 kN.
Um dos marcos da sua existência, foi o fato de ter projetado e construído o motor do avião Bell X-1, que foi o primeiro a quebrar a barreira do som.
Em 1957, a RMI possuía 21 estandes de teste, alguns deles com capacidade para testar motores entre 220 e 1.500 kN de empuxo.
Em 1958, a RMI se associou à Thiokol, formando a Reaction Motors Division (RMD). Essa associação acabou gerando uma série de problemas tanto técnicos quanto administrativos, que em conjunto, levaram ao encerramento das atividades da RMD em 1972.

## Produtos
- Reaction Motors XLR11
- Reaction Motors XLR10 - usado no foguete Viking[2]
- Reaction Motors XLR-99

## Patentes
(lista parcial)
- 3095694 - "Reaction motor which does not require booster at high altitudes"[3]
- 2637973 - "Rocket Engine Having Turbine Located in Nozzle for Driving Auxiliaries"[4]
- 2479888 - "Controlling System for Reaction Motors"[5]